# Silibinină
Silibinina (denumită și silibină) este compusul principal din silimarină, un extract standardizat obținut din semințele de armurariu (Silybum marianum - de unde provin și denumirile compusului). Extractul mai conține și alți flavonolignani, precum: izosilibinină, silicristină, silidianină, etc. Prezintă doi diastereomeri, silibina A și silibina B, în raport aproximativ echimolar.
Silimarina prezintă unele efecte farmacologice, în principal având un efect hepatoprotector, și este astfel utilizată în anumite afecțiuni hepatice (steato-hepatită, ciroză hepatică de cauză alcoolică).